# علی دارا
علی دارا (انگلیسی: Ali Dara؛ ۱ آوریل ۱۹۱۵ – ۱۶ ژانویه ۱۹۸۱) بازیکن هاکی روی چمن اهل هند بود.
وی به‌همراه تیم ملی هاکی روی چمن مردان هند به قهرمانی بازی‌های المپیک تابستانی ۱۹۳۶ دست پیدا کرده‌است.